# 哈斯拉瓦鄉

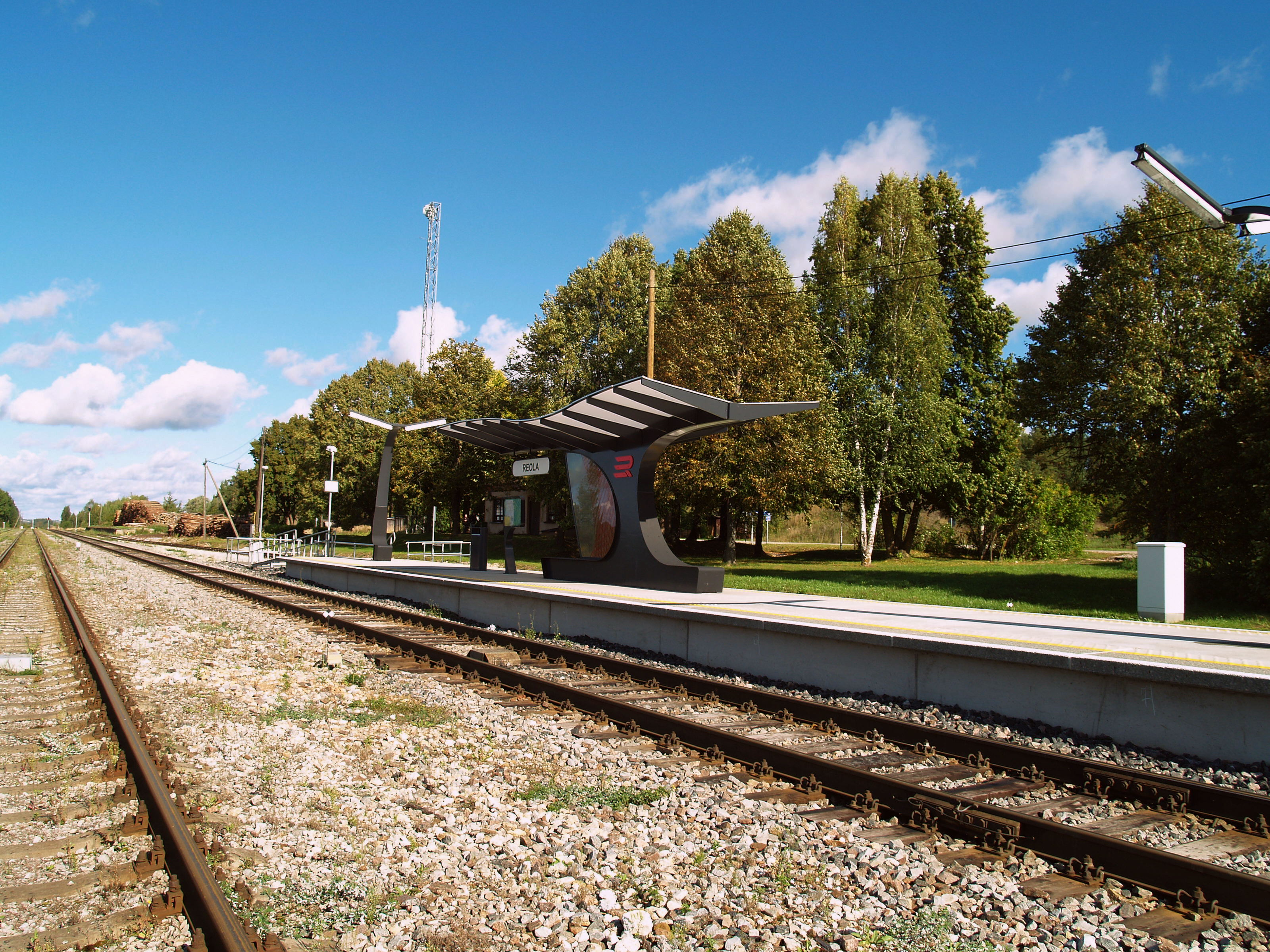
雷奥拉火车站

哈斯拉瓦鄉，曾是愛沙尼亞塔爾圖縣的一個鄉村型市镇，位於該國東南部，行政中心設於庫雷帕盧，面積110平方公里，2006年人口1,684，人口密度每平方公里15人。
2017年爱沙尼亚行政改革后，哈斯拉瓦市镇与其他市镇一起合并为新的卡斯特雷市镇。
58°19′N 26°50′E / 58.317°N 26.833°E